# میشل پرازرس
میشل پرازرس (انگلیسی: Michel Prazeres؛ زادهٔ ۲۵ ژوئیهٔ ۱۹۸۱) ورزشکار هنرهای رزمی ترکیبی اهل برزیل است. وی از سال ۲۰۰۰ میلادی تاکنون مشغول فعالیت بوده‌است.